# Reece Oxford
Reece Joel Oxford (London, 1998. december 16.) Többszörös angol korosztályos labdarúgó, aki az Augsburg középpályása.

## Pályafutása
Gyerekkorában Arsenal FC drukker volt, de mégis a Tottenham Hotspur akadémiáján nevelkedett egészen 2011-ig. Ekkor csatlakozott a West Ham United U13-as csapatához.
A 2014–2015-ös szezonban az első csapat keretébe került, de a tartalékok között szerepelt többnyire. 2014. augusztus 27-én a ligakupában a Sheffield United ellen nevezték első alkalommal a kispadra, de pályára nem lépett. Ennek ellenére a második csapatban nyújtott teljesítménye miatt a Chelsea, az Arsenal és a Manchester United is küldött a meccseire megfigyelőket. 2015 januárjában hosszútávú szerződést írt alá a klubbal és egyre több alkalommal nevezték a bajnokságban is a keretbe.
2015. július 2-án az Európa-ligában a Lusitanos ellen debütált kezdőként a felnőttek között. Ezzel ő lett a legfiatalabb West Ham játékos. Augusztus 9-én a bajnokságban az Arsenal FC ellen Slaven Bilić a kezdőbe jelölte őt. Ezzel a második legfiatalabb játékos lett a bajnokságban aki pályára lépett Jose Baxter után.

## Válogatott
Végig járta a korosztályos angol válogatottakat és részt vett a 2015-ös U17-es labdarúgó-Európa-bajnokságon. A tornán a csoportkört megnyerték, az egyenes kieséses szakaszban az Oroszoktól 1-0-ra kaptak ki. A 2015-ös U17-es labdarúgó-világbajnokságra való rájátszásban tizenegyesekben maradtak alul a Spanyolokkal szemben.

## Statisztika
| Klub             | Szezon           | Bajnokság        | Bajnokság | Bajnokság | Kupa  | Kupa  | Ligakupa | Ligakupa | Nemzetközi | Nemzetközi | Összesem | Összesem |
| Klub             | Szezon           | Bajnokság        | Mérk.     | Gólok     | Mérk. | Gólok | Mérk.    | Gólok    | Mérk.      | Gólok      | Mérk.    | Gólok    |
| ---------------- | ---------------- | ---------------- | --------- | --------- | ----- | ----- | -------- | -------- | ---------- | ---------- | -------- | -------- |
| West Ham United  | 2014–15          | Premier League   | 0         | 0         | 0     | 0     | 0        | 0        | 0          | 0          | 0        | 0        |
| West Ham United  | 2015–16          | Premier League   | 7         | 0         | 2     | 0     | 0        | 0        | 3          | 0          | 12       | 0        |
| West Ham United  | 2016–17          | Premier League   | 0         | 0         | 0     | 0     | 0        | 0        | 2          | 0          | 2        | 0        |
| Karrier összesen | Karrier összesen | Karrier összesen | 7         | 0         | 2     | 0     | 0        | 0        | 5          | 0          | 14       | 0        |